# Ángel Pérez García
Ángel Pérez García (Madrid, 16 de octubre de 1957-Murcia, 16 de octubre de 2019) fue un futbolista y entrenador español. Era hermano del también futbolista José Pérez García. El que fue defensa del Real Madrid y entrenador falleció a consecuencia del agravamiento del cáncer que padecía.

## Trayectoria como jugador
A la edad de 16 años entró a formar parte de la cantera del Real Madrid, debutando en el primer equipo por primera vez en 1979 en un partido de Copa del Rey en cuartos de final en el que consiguieron la victoria contra el Logroñés 2-0 clasificándose para la semifinal.
Su demarcación era la de defensa. Durante sus etapas de formación se movía de extremo izquierdo, apuntando buenas cifras goleadoras en las categorías inferiores del Real Madrid y de la Selección, en la que cumplió todas las etapas menos la convocatoria con la absoluta, a la que estuvo a punto de ir cuando militaba en el Elche C. F. en primera división (1983/84) cuando en la prestigiosa revista Don Balón, fue incluido en el once ideal de primera división. 
Como profesional, su posición fue la de la lateral izquierdo primordialmente. Tras jugar en las categorías inferiores del Real Madrid, en la temporada 1979/1980 pasó al primer equipo. En él jugó durante dos temporadas, interviniendo en quince partidos de Primera división, cuatro de Copa del Rey y cinco de Copa de Europa. 
Fue parte integrante del Madrid de los García, equipo que fue subcampeón de Europa en 1981. En la temporada 1979/1980 tuvo que marcar al inglés Kevin Keagan (2 años consecutivos bota de oro) en semifinales de Copa de Europa en el Santiago Bernabeu contra el Hamburgo alemán. Dicho marcaje está considerado y distinguido entre los 3 marcajes más importantes en la historia del fútbol mundial (Gentile a Maradona y Camacho a Cruyff fueron los otros dos) 
En temporadas siguientes fue jugador del Elche Club de Fútbol, del Real Murcia (1985-1991) y del C.D. Roldán (1991-1994)

### Clubes como jugador
- Real Madrid (1979-1982)
- Elche Club de Fútbol (1983-1985)
- Real Murcia (1985-1991)
- C.D. Roldán (1991-1994)

## Trayectoria como entrenador
Desde 2004 a 2005 fue contratado para ser el coordinador técnico de las bases del Almería club de fútbol y para entrenar al segundo equipo Almería B. Esa temporada varios equipos de las bases quedaron campeones de Almería, de Andalucía, y el alevín, además, Campeón de España, algo jamás conseguido ni antes ni después por el Almería.
Desde 2005 a 2007 fue profesor de los entrenadores de las escuelas de Integración Social del Real Madrid en Centroamérica, donde además dio conferencias de fútbol incluso en Universidades como la de Panamá y la de Guatemala. 
Desde 2007 a 2009 fue entrenador del Sangonera Atlético CF, al que ascendió a la Segunda División B y lo mantuvo en la categoría consiguiendo un más que meritorio 9º puesto con el presupuesto más bajo de la categoría.
El 1 de diciembre de 2009 firma con el Club de Fútbol Atlético Ciudad tras la marcha de Julián Rubio al Albacete Balompié. Clasificándolo definitivamente séptimo, habiendo estado el equipo a principios de liga último.
En septiembre de 2017 fue confirmado como nuevo entrenador del Nacional Potosí de la Primera División de Bolivia.

### Clubes como entrenador
- Unión Deportiva Almería B (2004-2005)
- Coordinador técnico de las bases Unión Deportiva Almería (2004-2005)
- Instructor de entrenadores en Escuelas Real Madrid en Centroamérica (2005-2007)
- Sangonera Atlético CF (2007-2009)
- Club de Fútbol Atlético Ciudad (2009-2010)
- Ittihad El-Shorta (2011-2012)
- Instructor de entrenadores en Escuelas Real Madrid en Centroamérica (2012-2013)
- New Radiant (2013 - 2014)(Copa de Asia) Vencieron 1-0 a Home United campeón de Singapur y marchó a Gliwice (Polonia) para intentar salvar al equipo de descenso de categoría.
- Piast Gliwice (2013-2014 liguilla de descenso y 2014 - 2015) Consiguió salvar al equipo en la primera temporada ganando 3 partidos seguidos con los mismos jugadores que llevaban 14 partidos sin ganar, a la misma vez que logró Victorias históricas de Piast Gliwice en Ekstraklasa según la página oficial de Ekstraklasa (1-5 en KS Cracovia. 1-2 en campo Górnik Zabrze. 3-1 en Gliwice a Legia Warszawa. 3-2 en Gliwice a Lech Poznań y 5-0 a Belchatow) en 1/4 copa Polonia.
- Nacional Potosí (2017 - 2018)

## Palmarés
Real Madrid Castilla 
- 1 Trofeo al jugador de más proyección en la comunidad de Castilla 1977/1978
- 1 Ascenso a segunda división B Tercera División de España 1977/78
- 1 Ascenso a segunda división A Segunda división B 1978/79

 Real Madrid Club de Fútbol 
- 1 Campeón Liga 1979/1980
- 1 Trofeo al mejor equipo de Europa 1979/1980
- 2 Copa del Rey 1979/80-1981/82
- 2 Subcampeón Liga 1980/1981 - 1981/82
- 1 Subcampeón Copa de Europa 1980/81

Elche Club de Fútbol 
- 1 Trofeo al mejor jugador del trofeo festa de Elx (Elche C. F. - Real Madrid)
- 1 Ascenso a primera división Segunda División de España 1983/84
- Formó parte del once ideal de primera división 1983/84
- 1 Trofeo al mejor jugador del Elche C. F. 1983/84
- 1 Trofeo al mejor jugador del Elche C. F. 1984/85

Real Murcia Club de Fútbol 
- 1 Ascenso a primera división Segunda División de España 1985/86
- Formó parte del once ideal de segunda división 1985/86
- 1 Trofeo al mejor jugador del Real Murcia C.F. 1985/86
- 1 Mejor clasificación del Real Murcia en Primera división 1986/1987
- 1 Trofeo al mejor jugador del Real Murcia C.F. 1986/87
- Es uno de los 6 jugadores, en los 100 años de historia del club, que ha jugado más de 200 partidos de liga.
- Nominado oficialmente por el Real Murcia en el once ideal de la historia de este histórico club español.